# Paweł Wieczorkiewicz
Paweł Piotr Wieczorkiewicz (ur. 2 lipca 1948 w Warszawie, zm. 23 marca 2009 tamże) – polski historyk, sowietolog, marynista, profesor nauk humanistycznych (2004).

## Życiorys
Syn prof. Bronisława Wieczorkiewicza (1904–1974) oraz Haliny Marczak-Oborskiej (1919–1982). Jego dziadkiem od strony matki był Michał Marczak.
Absolwent XI Liceum Ogólnokształcącego im. Mikołaja Reja w Warszawie. W 1971 ukończył studia na Wydziale Historycznym Uniwersytetu Warszawskiego (temat pracy magisterskiej: „Rosyjska cesarska marynarka wojenna 1905–1914”). Na tej uczelni uzyskał też doktorat (1976, temat: „Polityka rosyjska wobec Królestwa Polskiego w latach 1909–1914”) oraz habilitację (1993, za pracę „Wielka Czystka a Armia Czerwona”). W 2004 otrzymał tytuł naukowy profesora nauk humanistycznych.
W latach 1985–1992 był kolejno zastępcą skarbnika, a następnie generalnym skarbnikiem Zarządu Głównego Polskiego Towarzystwa Historycznego. Członek Rady Wydziału Historycznego UW, Rady Naukowej Polonicum UW oraz Rady Naukowej Wydziału Krajów Rozwijających się UW. W latach 1996–2002 wicedyrektor Instytutu Historycznego UW. Był również członkiem Senatu Akademii Humanistycznej i Rady Naukowej Wydziału Historycznego tej uczelni. Przez wiele lat zajmował się także dziejami wojskowości, zwłaszcza zaś – marynarki wojennej. Współpracownik „Morza”, „Wojskowego Przeglądu Historycznego” oraz „Nowej Techniki Wojskowej”. Wieloletni członek władz Polskiego Towarzystwa Historycznego, współpracownik Wojskowego Biura Badań Historycznych.
W 1971 został członkiem Polskiej Zjednoczonej Partii Robotniczej. Pod koniec lat 70. był II sekretarzem POP PZPR na Wydziale Historii UW. W czasie stanu wojennego nie wystąpił z partii, uważając to za pusty gest, wolał pomagać innym, np. Janowi Żarynowi. Mimo tego opowiadał się za pełną lustracją, ale ostrożnym potępianiem oraz rozróżnieniem na tych, co współpracowali lub donosili na kolegów dobrowolnie i tych zmuszonych do tego.
Autor tekstów, zarówno historycznych, jak i dotyczących aktualnej debaty publicznej, w takich gazetach, czasopismach i radiu, jak np.: Rzeczpospolita, Życie Warszawy, Super Express, Mówią Wieki, Polska Zbrojna, Morze, Wojskowy Przegląd Historyczny, Nowa Technika Wojskowa, Wprost, Nasz Dziennik, Nowe Państwo, Gość Niedzielny, Polskie Radio.
Prowadził w stacji telewizyjnej „Kino Polska” cykl Poprawka z Historii, w którym opowiadał o historycznym podłożu przedstawianych filmów. Był także komentatorem i ekspertem w programie TVP Historia.
Był mężem Lidii Milki-Wieczorkiewicz, dyplomatki. Zmarł w nocy z 22 na 23 marca 2009 po ponad dwuletnich zmaganiach z chorobą nowotworową. 31 marca 2009 został pochowany na Cmentarzu Wojskowym na Powązkach w Warszawie (kw. A15-2-25).

## Poglądy

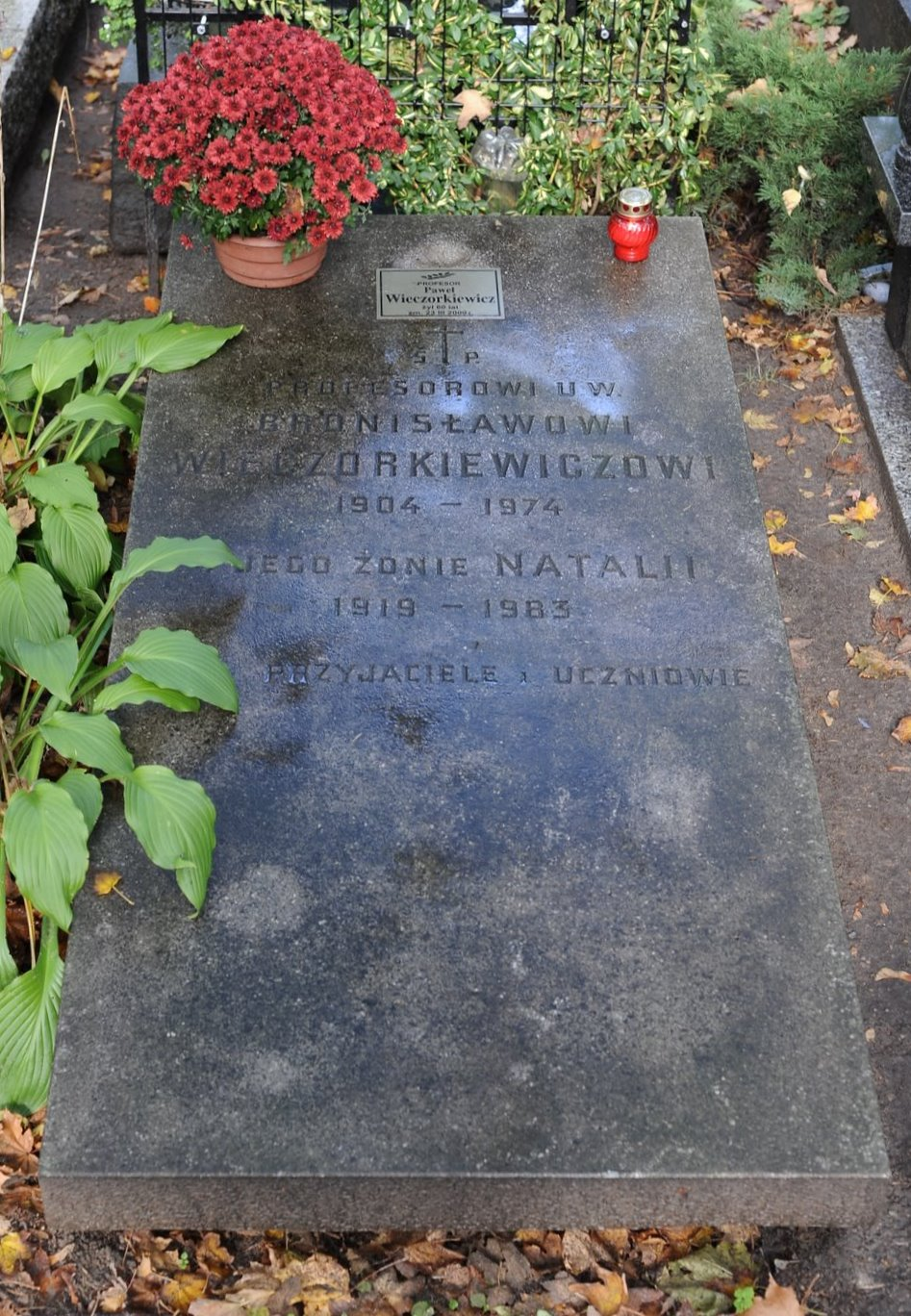
Grób prof. Pawła Wieczorkiewicza na Cmentarzu Wojskowym na Powązkach

Prezentował zdecydowane i nie zawsze akceptowane powszechnie poglądy.
Będąc znawcą Związku Radzieckiego (konsekwentnie używającym tylko nazwy „Sowieckiego”), przeciwstawiał się usprawiedliwianiu komunizmu, Armię Czerwoną uznawał za okupacyjną, zbrodnie komunistyczne zrównywał z nazistowskimi. Publicznie przyznawał, że nie pogodził się ze stratą przez Polskę Lwowa i Wilna. Jednocześnie powstanie warszawskie określał jako zbrodnię, za którą decydenci AK zasłużyli według niego na rozstrzelanie. Krytykował też akcję „Burza”, a także polskich przywódców: marszałka Śmigłego-Rydza i generała Sikorskiego. Podejrzewał, że generał Władysław Anders w trakcie uwięzienia na Łubiance został agentem radzieckim. Jeden z najbardziej kontrowersyjnych jego poglądów dotyczył jednak stosunków polsko-niemieckich. Uważał on, że Polska powinna była pójść na układ z Trzecią Rzeszą (w kontekście propozycji Hitlera złożonej Beckowi w Berchtesgaden w styczniu 1939), zgodzić się na włączenie Gdańska do Niemiec oraz przyłączyć się po ich stronie do wojny z ZSRR.
O Davidzie Irvingu i poprawności politycznej powiedział: „To najlepszy i najwybitniejszy znawca historii II wojny światowej. Badacz, dla którego miarodajne są źródła, a nie poglądy historiografii, opinie kolegów, czy wrzask mediów. Człowiek, któremu z racji ogromnych zasług – zebrania lub odtajnienia i udostępnienia kluczowych dokumentów III Rzeszy, czapką buty czyścić by trzeba. Historyk tej miary, że ma prawo napisać i powiedzieć wszystko. A, że do tego głosi prawdę i niektóre jego poglądy są odległe od tak ukochanego przez polską prasę wysokonakładową bajdurzenia w stylu „politycznej poprawności”. Narobił sobie oczywiście wpływowych wrogów. Posadzili go, pod najbardziej idiotycznym pretekstem Austriacy, których widoczna nadreprezentacja w najbardziej ludobójczych służbach III Rzeszy nakazywała by zdecydowanie więcej powściągliwości i godności. A czy można? W końcu Giordano Bruno wylądował na stosie”.

## Odznaczenia
- Krzyż Komandorski Orderu Odrodzenia Polski – 2009[21][22]

## Nagrody
- Nagroda Krajowa Przeglądu Wschodniego (2002)[23].

## Publikacje
- Polityka zagraniczna II Rzeczypospolitej na tle sytuacji europejskiej w latach 1918–1939: materiał pomocniczy dla nauczycieli historii, Warszawa: 1982. ISBN 83-02-02073-7.
- Bitwa Atlantycka, [w:] Bitwa o Atlantyk. Warszawa: 1984, s. 1–51. ISBN 83-03-00353-4.
- Ostatnie lata Polski niepodległej, seria: Dzieje narodu i państwa polskiego z. III-62. Warszawa: 1991. ISBN 83-03-03222-4.
- Stalin i generalicja sowiecka w latach 1937–1941. Sprawa Tuchaczewskiego i jej konsekwencje (rozprawa habilitacyjna), Warszawa: 1993. ISBN 83-85209-31-X.
- Sprawa Tuchaczewskiego, 1994, 2012, 2019.
- Historia wojen morskich, t. 1–2. Warszawa: 1995. ISBN 1-85917-030-7.
- Polska. Dzieje polityczne ostatnich dwustu lat, Warszawa: 1997 (wraz z: Jerzy Eisler i Andrzej Szwarc)[24].
- Łańcuch śmierci: czystka w Armii Czerwonej 1937–1939, Warszawa: 2001. ISBN 83-88794-71-X[25].
- Kampania 1939 roku, Warszawa: 2001. ISBN 83-88072-53-6[26].
- 100 postaci, które tworzyły historię Polski (wraz z: Andrzej Szwarc i Marek Urbański), Warszawa: 2002. ISBN 83-7311-288-X[27].
- Dylematy historii. Nos Kleopatry, czyli co by było, gdyby... (wraz z: Marek Urbański i Arkadiusz Ekiert), Warszawa: 2004. ISBN 83-7404-121-8[28].
- Historia Rosji (uzupełnienie dzieła Ludwika Bazylowa), Wrocław: 2005. ISBN 83-04-04641-5[29]
- Historia polityczna Polski 1935–1945, Warszawa: 2005. ISBN 83-05-13378-8[30]
- Uwagi o działalności agentury sowieckiej na odcinku polskim po roku 1921, [w:] Polski wywiad wojskowy 1918–1945 (materiały z konferencji naukowej pod red. Piotra Kołakowskiego i Andrzeja Pepłońskiego), Toruń: 2006. ISBN 83-7441-438-3.
- Kto rządził Polską? Nowy poczet władców – od początków do XXI wieku (wraz z: Andrzej Szwarc i Marek Urbański), Warszawa: 2007. ISBN 978-83-7311-867-6[31].
- Strategia Józefa Piłsudskiego w polityce zagranicznej po roku 1926, „Przegląd Historyczno-Wojskowy”. Nr 5, (220), 2007.
- Przez Polskę Ludową na przełaj i na przekór (wraz z: Justyna Błażejowska), Poznań 2011, ISBN 978-83-7506-651-7 (publikacja wydana pośmiertnie)[32]
- Łańcuch historii, Warszawa 2012, ISBN 978-83-7565-256-7 (publikacja wydana pośmiertnie)[33]

## Filmografia
- 2000: Niewypowiedziana wojna, konsultacja historyczna[34]
- 2006: Słowo honoru, scenariusz spektaklu[34]
- 2007: Ryś, rola aktorska – Aleksiej M. Władywostok[34]
- 2007: Defilada zwycięzców, wypowiedzi autorskie[34]
- 2009: Generał – zamach na Gibraltarze (film) / Generał (serial), konsultacja historyczna
- 2009: Towarzysz generał, wypowiedzi autorskie[35][36][37]

### Ogólne
- Prof. dr hab. Paweł Piotr Wieczorkiewicz, [w:] baza „Ludzie nauki” portalu Nauka Polska (OPI PIB) [dostęp 2009-03-31].
- Paweł Wieczorkiewicz w bazie  filmpolski.pl
- Paweł Wieczorkiewicz w bazie Filmweb
- Paweł Wieczorkiewicz: artykuły w tygodniku „Wprost”
- Bartosz Panek: Pamięci prof. Pawła Wieczorkiewicza. „Polskie Radio”, 01.04.2009
- Piotr Zychowicz: „Historyk niepokorny” – sylwetka. „Rzeczpospolita”, 24.03.2009

### Artykuły
- Sen o białym pióropuszu (o bitwie pod Monte Cassino). „Polska Zbrojna”, 27.05.2004
- Wrzesień 1939 – próba nowego spojrzenia. ofiaromwojny.republika.pl. [zarchiwizowane z tego adresu (2015-02-21)]. „Mówią Wieki”. T. 9 (2002), s. 24–30.
- Bilans kampanii, [w:] Kampania 1939 roku. Warszawa: 2001. ISBN 83-88072-53-6.

### Rozmowy, wywiady, debaty
- Maria Graczyk: „Historia ruszyła z kopyta” (rozmowa) EurActiv.pl 27.08.2009
- Piotr Zychowicz: Napiszmy historię Polski od nowa (rozmowa). „Rzeczpospolita”, 27.03.2009
- Izabela Borańska: Historia lubi się powtarzać (rozmowa o sytuacji w Gruzji). „Nasz Dziennik”, nr 194 (3211), 20.08.2008
- Robert Mazurek: Paweł Wieczorkiewicz Mimo wszystko Stalin nas szanował (rozmowa). „Dziennik Polska-Europa-Świat”, 11.08.2007
- Andrzej Talaga: Przegraliśmy tę wojnę (debata prof. Wieczorkiewicza i prof. Wojciecha Materskiego). „Nowe Państwo”, 06.06.2005
- Historia Związku Radzieckiego (seria archiwalnych audycji radiowych z komentarzem prof. Wieczorkiewicza). „Polskie Radio”
- Olga Braniecka: Polska w planach Stalina. Kresy po 17 września 1939 (rozmowa). Seria: Tajna Historia Polski. „Polskie Radio”